# Салмыш (посёлок)
Салмыш — посёлок в Октябрьском районе Оренбургской области. Входит в состав Имангуловского сельсовета.

## История
В 1966 г. Указом Президиума ВС РСФСР поселок дома инвалидов переименован в Салмыш.

## Население
| 2010 |
| ---- |
| 259  |